# Johan Henrik Forshæll

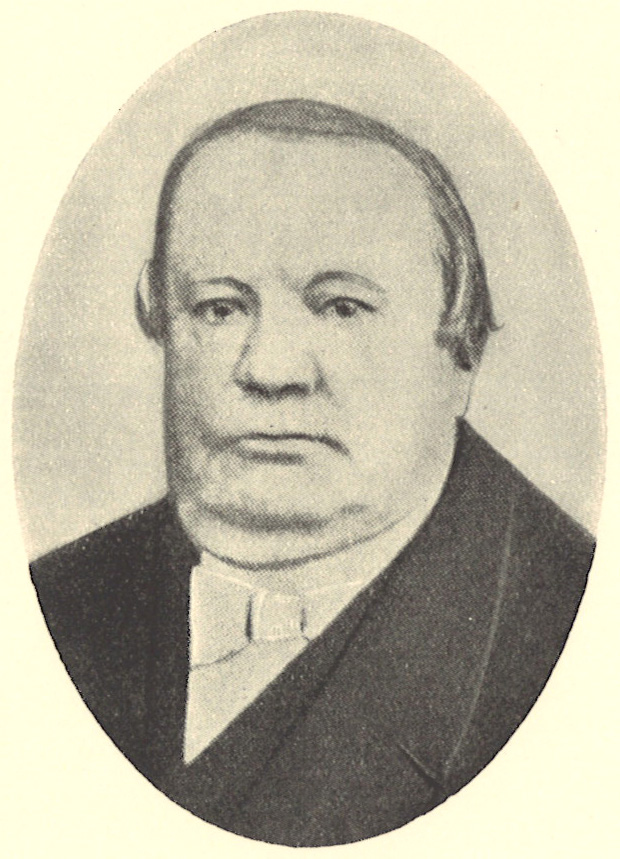
Johan Henrik Forshæll.

Johan Henrik Forshæll, född den 12 mars 1799 i Vänersborg, död den 20 november 1877 i Eksjö, var en svensk apotekare och författare.
Efter att i tjugoårsåldern ha avlagt apotekarexamen uppmanades han av Jacob Berzelius att fortsätta intressera sig för kemin och inte låta själva apoteksvaruhandeln ta överhanden. Dessa ord, yttrade i vänlig välmening, gjorde djupt intryck på Forshæll, som bestämde sig för att följa rådet. 
Redan från ungdomen hade han anförtrotts ledningen av faderns apotek, och 1821 fick han motta det som ägare. Vid Vänersborgs brand 1834 fick han se hela sitt hem med alla sina samlingar gå upp i lågorna. Följande år sålde han Vänersborgs apotek och köpte, sedan han 1836 gjort en vetenskaplig resetur genom Tyskland och Danmark, det akademiska apoteket i Lund, som han sedan innehade till 1843.
Forshæll utgav bland annat Kort underrättelse om medicinalväxters odling och svenska växtdroguers insamlingstid (1832), Lärobok i pharmacien - Organisk pharmaci (1836), Lärobok i pharmacien - Oorganisk pharmaci (1838), Om pharmaci-verket i Sverige (1836), samt Om sibirisk rhabarber (1837).